# Sceloporus lunae
Sceloporus lunae este o specie de șopârle din genul Sceloporus, familia Phrynosomatidae, descrisă de Bocourt 1873. Conform Catalogue of Life specia Sceloporus lunae nu are subspecii cunoscute.